# Georgia en el Festival de la Canción de Eurovisión 2018
Georgia participará en el Festival de la Canción de Eurovisión 2018. La GPB seleccionó a Ethno-Jazz Band Iriao como representantes georgianos el 31 de diciembre de 2017 para interpretar el tema "For You". A pesar de ello, quedaron últimos en la semifinal 2 con 24 puntos.

## Elección interna
El 31 de diciembre de 2017, la GPB anunció que Ethno-Jazz Band Iriao sería su representante en Eurovisión 2018. Su tema, "For You", se publicó el 13 de marzo de 2018.

## En Eurovisión
El Festival de la Canción de Eurovisión 2018 tuvo lugar en el Altice Arena de Lisboa, Portugal y consistió en dos semifinales el 8 y 10 de mayo y la final el 12 de mayo de 2018. De acuerdo con las reglas de Eurovisión, todas las naciones con excepción del país anfitrión y los "5 grandes" (Big Five) deben clasificarse en una de las dos semifinales para competir en la final; los diez mejores países de cada semifinal avanzan a esta final. Georgia estuvo en la semifinal 2, pero no logró clasificarse debido a una última posición con 24 puntos.